# Каліда (Огайо)
Каліда (англ. Kalida) — селище (англ. village) в США, в окрузі Патнем штату Огайо. Населення — 1455 осіб (2020).

## Географія
Каліда розташована за координатами 40°59′10″ пн. ш. 84°11′40″ зх. д. / 40.98611° пн. ш. 84.19444° зх. д. (40.986177, -84.194309).  За даними Бюро перепису населення США в 2010 році селище мало площу 3,81 км², з яких 3,73 км² — суходіл та 0,08 км² — водойми.

## Демографія
Згідно з переписом 2010 року, у селищі мешкали 1542 особи в 588 домогосподарствах у складі 408 родин. Густота населення становила 405 осіб/км².  Було 612 помешкання (161/км²).
Расовий склад населення:
| - 98,7 % — білих - 0,2 % — чорних або афроамериканців - 0,1 % — вихідців з тихоокеанських островів |

До двох чи більше рас належало 0,4 %. Частка іспаномовних становила 1,1 % від усіх жителів.
За віковим діапазоном населення розподілялося таким чином: 26,5 % — особи молодші 18 років, 55,8 % — особи у віці 18—64 років, 17,7 % — особи у віці 65 років та старші. Медіана віку мешканця становила 39,6 року. На 100 осіб жіночої статі у селищі припадало 95,4 чоловіків;  на 100 жінок у віці від 18 років та старших — 90,1 чоловіків також старших 18 років.
Середній дохід на одне домашнє господарство  становив 83 726 доларів США (медіана — 71 827), а середній дохід на одну сім'ю — 100 362 долари (медіана — 93 750). Медіана доходів становила 54 000 доларів для чоловіків та 50 446 доларів для жінок. 
Цивільне працевлаштоване населення становило 827 осіб. Основні галузі зайнятості: освіта, охорона здоров'я та соціальна допомога — 32,8 %, виробництво — 28,9 %, роздрібна торгівля — 11,1 %, мистецтво, розваги та відпочинок — 4,8 %.